# Noël Calef
Noël Calef (nato Nissim Calef; Plovdiv, 29 settembre 1907 – Francia, 10 maggio 1968) è stato uno scrittore, traduttore e sceneggiatore italiano naturalizzato francese.

## Biografia
Nato in Bulgaria ma con cittadinanza italiana, completò gli studi tra Alessandria d'Egitto e Vienna. Nel  1930 si trasferì in Francia e iniziò a lavorare in una compagnia cinematografica.
Nel 1941 abitava a Parigi, in Rue Caulaincourt, al 16bis, e il 21 agosto, in seguito ai rastrellamenti eseguiti per popolare il campo di Drancy, venne internato con la matricola 1640. La sua permanenza in questo campo è descritta nel libro Campo di rappresaglia.
Il 23 dicembre venne liberato in quanto di nazionalità italiana, e il 6 febbraio 1942 si reca in Italia insieme alla compagna e cugina Rachele. Fu fermato a Bardonecchia  e vi rimase fino al 5 giugno 1942, per poi essere internato nel campo di internamento di Urbisaglia (mentre Rachele venne internata nel vicino campo di Pollenza), dove rimase fino all'agosto del 1942, quando fu concesso a entrambi l'internamento libero a Tolentino fino al 1943.
Calef pubblicò diversi libri, tra cui Ascensore per il patibolo, adattato da Louis Malle nel film omonimo. Collaborò a diversi film come sceneggiatore o dialoghista.

## Opere
- Campo di Rappresaglia, De Carlo Roma 1946
- Incontri con la coscienza, De Carlo, Roma 1946
- Adele o il romanzo dell'ipocrisia, De Carlo, Roma 1947
- Échec au porteur, Hachette Point d'interrogation
- J'ai choisi le cinéma, Calmann-Lévy, 1954
- Ascensore per il patibolo, Arthème Fayard, 1956
- Retour à Sorrente, Arthème Fayard, 1957
- Recours en grâce, Arthème Fayard, 1957
- Un Ami qui vous veut du mal, Fayard, 1958
- Les oursseloups, di Nissim Calef e  Robert Picq, Fayard 1958
- J'ai vu vivre l'Italie, Fayard, 1959
- Le Sang d'un boeuf anonyme, Fayard, 1960
- Innocents et Coupables, Albin Michel, 1961
- La Nasse, Fayard, 1966
- Israël que j'aime, Edition Sun, 1966